# 東方求聞史紀 〜 Perfect Memento in Strict Sense.
『東方求聞史紀 〜 Perfect Memento in Strict Sense.』（とうほうぐもんしき）は、一迅社から刊行された東方Projectの設定資料集である。著者はZUN。カバーイラスト担当は唖采弦二。挿絵は唖采弦二、つくりものじ、秋★枝、TOKIAME、神馬耶樹、病らが担当している。
東方Projectの舞台となる世界である幻想郷に住む稗田阿求という人物が編集した本「幻想郷縁起」が全文掲載されている、という設定で書かれている。
本項では、以降は『求聞史紀』と表記する。その他の東方Project関連の略称については、東方Project#凡例を参照。

## 幻想郷縁起
幻想郷縁起（げんそうきょうえんぎ）は、人間の里の由緒ある家である稗田家が、百数十年に一度、人間の安全を確保するために幻想郷で目立った妖怪をまとめている資料。幻想郷の歴史は妖怪の歴史に他ならず、歴史書（幻想郷縁起）の編纂は、妖怪の特徴や対処法を人間に広く伝えるのが目的だった。
最初の「幻想郷縁起」がまとめられたのは、当代の稗田家当主である稗田阿求の代から見て1200年ほど前である。その当時は文字を読めることが一般的ではなく、初期の「幻想郷縁起」は読まれるというより、後世に伝えるためのものだった。現在の「幻想郷縁起」はここ百年余りで大きく変わった幻想郷を反映している。今は妖怪を恐れる人間も、妖怪退治に躍起になる人間も居なくなり、この資料は今までの妖怪の注意や対策等に加えて、横文字やイラスト、妖怪の私生活等も含んでいる。
稗田阿求の手による「幻想郷縁起」では東方Project作品のうち『紅魔郷』（2002年）から『求聞史紀』前（2006年）までの登場人物や作中世界を掲載しており、「幻想郷縁起」が初出となる主要登場人物は無い。
以下に、「幻想郷縁起」の収録内容を解説する。
妖怪図鑑
東方Projectに登場した妖怪たちを「妖精」や「幽霊」といった種族別に、その特徴や対策法などを記している。
「個体が未確認の種族」として、『求聞史紀』までに登場していない妖怪種族の説明もいくつか掲載されている。
英雄伝
東方Projectに登場した人間たちの性格や能力などを記している。博麗霊夢や霧雨魔理沙といった人物が掲載されている。
危険区域案内
幻想郷の各地を危険度とともに記してある。
独白
稗田阿求による「幻想郷縁起」の後書き。なお『求聞史紀』には「独白」とは別にZUNによる後書きもあるが、こちらは「幻想郷縁起」に含まれない。
未解決資料
資料として成り立たないものを集め、挟み込んだ物。数百年前に拾った「外の世界」の人間が書いたメモ、阿求が生まれたときの天狗の新聞、スペルカードルールの原案などが挟まれている。
未解決資料のひとつに音楽バンド「幺樂団」の復活コンサートのチラシがある。このチラシに記された楽曲やその説明は、『求聞史紀』の付録CDに収録されているものと一致している。8年ぶりに復活した「幺楽団」の新曲という設定。
付録CD「幺楽団」
『求聞史紀』の付録CDで、厳密には「幻想郷縁起」に含まれるとは明言されていない。レコードを模したレーベルのCD。「幻想郷縁起」の「未解決資料」のひとつにある「幺樂団」の説明に書かれていたタイトル3曲（ジャパニーズサーガ、阿礼の子供、夜の鳩山を飛ぶ - Power MIX）のほか、PC用の壁紙3種が収録されている。

## 登場人物
ここでは、「幻想郷縁起」の執筆者とされる稗田阿求と、稗田家に関係する人物について説明する。「幻想郷縁起」内で解説される各登場人物については省略する。
稗田 阿求（ひえだ の あきゅう）
本作の主人公。里に住んでいる人間の少女。幻想郷の資料「幻想郷縁起」を編纂している。稗田家の当主で、生まれてから「10年とちょっと」。稗田阿礼が転生した人物である御阿礼の子（阿礼乙女）の九代目で、阿求も御阿礼の子としての｢1度見た物を忘れない程度の能力｣を持っている。
稗田家と御阿礼の子、稗田阿礼
阿求が当主を務める稗田家は、里の人間で最も多くの資料を持ち、知識も深い1000年以上続く由緒正しい人間の家系である。その膨大な蔵書には幻想郷のあらゆる事柄が収められており、外の世界の資料なども少なくない。
稗田家では百数十年ごとに「御阿礼の子（みあれのこ）」と呼ばれる人物が生まれる。女性なら「阿礼乙女」、男性なら「阿礼男」とも呼ばれる。御阿礼の子は、稗田阿礼という人物が転生した姿であり、阿求は9代目の御阿礼の子（阿礼乙女）である。阿礼自身は御阿礼の子には数えられず、初めて転生した阿一という人物が初代の御阿礼の子とされている。歴代の御阿礼の子は、人間が安全に暮らすために1200年以上前から「幻想郷縁起」を代々執筆している。
阿礼には一度見た物を忘れない能力（求聞持の能力）があり、歴代の御阿礼の子はこの能力を引き継いでいる。ただし、転生すると大抵の記憶は失われる。御阿礼の子は、理由は不明だが30歳まで生きることはできず、死後も地獄の閻魔の下で、次の転生の許しが得られるまで働き続けるとされる。
歴代の御阿礼の子は、転生のたびに周りの人間が寿命で入れ替わり、人間関係がリセットされてしまうことを辛く思っていた。しかし、阿求の時代では妖怪と人間との距離が近くなっており、そのため人間と比べはるかに寿命が長い妖怪の知り合いも増えたため、転生の恐怖や孤独も以前より和らいでいる。

## 東方求聞史紀 記憶する幻想郷
「東方求聞史紀 記憶する幻想郷」は、漫画雑誌『月刊ComicREX』2006年12月号 pp.175-195  に掲載された漫画作品。原作はZUN、漫画は秋★枝。『求聞史紀』に先行して発表されている。
p.195 にあるZUNによる後書きには、「幻想郷縁起」が稗田阿求の著作という体裁を取っているため『求聞史紀』には阿求に関する資料が含まれていないことや、そのような体裁のため『求聞史紀』にコミックを入れる事を避けたとあり、同書やその他書籍には未収録である。
作画を担当した秋★枝は、後に連載される『東方儚月抄 〜 Silent Sinner in Blue.』の作画も担当している。
この漫画では、博麗霊夢と霧雨魔理沙が、完成間近の「幻想郷縁起」を見るために人里にある稗田家へ赴く。そこで稗田家の当主、阿求と出会う。阿求が約1000年前から転生を繰り返していること、妖怪である八雲紫と面識があり紫は検閲のために稗田家を訪れていること、妖怪に襲われる危険が減った現在の幻想郷において「幻想郷縁起」は妖怪の広告のような物に変わったことなどが言及されている。